# ویکتور چوکارین
ویکتور چوکارین ورزشکار مرد رشتهٔ ژیمناستیک اهل کشور اتحاد جماهیر شوروی است. وی در بین سال‌های ‎۱۹۵۲ تا ۱۹۵۶ میلادی در مسابقات بازی‌های المپیک تابستانی در مجموع ۱۱ مدال، شامل ۷ مدال طلا، ۳ نقره و ۱ برنز را کسب کرد.